# M93 Hornet
M93 Hornet je Američka pametna mina (WAM - Wide Area Munition), autonomna protivtenkovska municija, dizajnirana da uništi oklopna borbena vozila na udaljenosti do 100 m. Ova mina koristi akustičke i seizmičke senzore u svojoj da detektuju, prate i klasifikuju potencijalne ciljeve, a zatim lansira municiju na svoj odabrani cilj. Jednom kada otkrije cilj, ona ispaljuje eksplozivno formiran kumulativni mlaz (EFP). Namena ovih mina je uništavanje tenkova kao i lako oklopljena vozila. Dizajniran je da ima smrtonosni radijus od 100 metara, u krugu 360 stepeni i da bude potpuno autonomna u ciljanju svoje mete.

## Opis
M93 Hornet se razvijao u četiri faze: 
- 1) HE-Hornet[2] je osnovna faza namenjena za ručno postavljanje. U ovoj fazi mine ne mogu da se neutralizuju. Mina se sama uništava nakon isteka unapred određenog perioda borbenog rada (4 sata, 48 sati, 5 dana, 15 dana, 30 dana).
- 2) HE-Hornet PIP # 1[2][3] takođe i ova verzija se postavlja ručno sa time što je ovo poboljšana verzija koja može daljinskim putem da se upravlja, uključivanjem / isključivanjem i ponovnim postavljanjem po potrebi, i to sve se vrše preko kontrolne table. Samouništava se nakon određenog perioda borbenog rada kao i prethodna verzija ili po naredbi operatera.
- 3) HE-Hornet PIP # 2[2][3] je sa poboljšanom sposobnošću za mogućnost uništenja borbenih vozila sa točkovima pa i guseničare kao i poboljšani otpor na ometanje signala to jest protiv kontramere da je neko ne bi deaktivirao, kao i po svojoj osetljivosti na ljudsko prisustvo (jako osetljivi senzori) i
- 4) DA-Hornet[2] se do mesta instalacije isporučuje avionom, raketama, helikopterom, vazdušnim sistemom VOLCANO, zemaljskim sistemom VOLCANO. Prebacuje se u borbeni ili bezbedan položaj, samouništavajući se sa zemaljske ili vazdušne komandne table.

Hornet u svim varijantama, ima mogućnost otkrivanja samostalno odlučivanje napada na ciljeve. Napada ciljeve u dometima do 100 metara. Osnovni HE-Hornet takođe može da uništava oklopna vozila sa gusenicama.
Jednom kada se razmesti ili postavi, WAM se uspravlja i autonomno traži ciljno vozilo. WAM koristi akustičke i seizmičke senzore za lociranje, identifikaciju i praćenje oklopnih ciljeva. Kada je rešenje za ispaljivanje zadovoljeno, WAM lansira podvojnicu u putanji iznad cilja. Podvojnica koristi pasivni infracrveni senzor za otkrivanje cilja i ispaljuje eksplozivno formirani penetrator (EFP) na ciljno mesto.

## Koncept upotrebe mina
Hornet se može koristiti u ofanzivnim i odbrambenim operacijama i u taktičkoj i operativnoj ulozi. U bliskoj bici, HE-Hornet biće smešteni od strane inžinjerije, to jest nekih minerskih vojnih službi, a na većoj udaljenosti biće isporučen raketama ili avionima. Koriste se za zaprečavanje brzih saobraćajnica kako bi poremetili linije snabdevanja, a dovoljno je samo 5-6 mina da se postavi uz neki takav i da totalno poremeti linije snabdevanja. Ove mine se nikada ne postavljaju u pravcu napada svojih trupa, da ne bi kasnije svoje trupe došle pod udar sopstvenih mina. Te mine se isključivo postavljaju u dubljoj pozadini neprijatelja, da bi što više ometali logistiku neprijatelja.

## RCU - uređaj za daljinsku kontrolu mina
RCU je ručna jedinica za kodiranje koja se povezuje sa Hornetom kada se odabere daljinski način rada u vreme zaposedanja mine na položaju. Nakon kodiranja, RCU se može koristiti za naoružavanje Horneta, resetovanje njegovih vremena samouništenja (SD) ili uništavanje. Maksimalna operativna udaljenost za RCU je najviše do 2 kilometra od mine.
Jaki vetrovi, jaka kiša, sneg, led, ekstremna hladnoća i ekstremne vrućine smanjuju mogućnost Horneta da otkriva ciljeve na maksimalnom dometu. Uređaji za ometanje radiofrekvencije (RF) (kao što je [HEKSJAM]) ograničavaju Hornetove komunikacijske mogućnosti ako se postave u blizini dejstva mine, ali to neće uticati na sposobnost Horneta da pronađe i uništi ciljeve. RF uređaji za ometanje takođe će uticati na daljinsko naoružavanje postojećih Hornet sistema.
Hornetov aktivni akumulator se ubacuje tokom pripreme mine i procenjeno vreme trajanje akumulatora je četiri sata. Aktivni akumulator pokreće aktivnost mine od trenutka kada je ubačen u minu, pa do kraja isteka vremena (4 sata), posle isteka tog vremena automatski se aktivira ugrađena rezervna baterija. Da mina ne bi postala (opljačkana), to jest deaktivirana i snimljeni njeni delovi i način rada, zato se na ovu minu stavlja upaljač samolikvidator i on se aktivira onog trenutka kada istekne SD vreme koje je unapred podešeno i to (4 sata, 48 sati, 5 dana, 15 dana ili 30 dana) a to određuje rukovaoc mina. Mine ako ne pronađu cilj do isteka vremena, onda će se one samouništiti nakon isteka tog vremena SD-a.

## Napredni Hornet i uređaj za daljinsku kontrolu mina - C2
Napredni Hornet je poboljšana verzija koja će vojniku pružiti mogućnost da kontroliše mine u minskom, kao i da dobija izveštaje o stanju pojedinačne mine, putem displeja ili monitora, gde će moći da vidi svaku pojedinačnu minu gde je postavljena, može da je privremeno deaktivira i da po potrebi premesti na neko drugo mesto. Njegove komponente će uključivati dvosmerni sistem za komandovanje i kontrolu (C2) i izmenljivi paket baterija za ponovnu upotrebu.
C2 sistem se sastoji od ručnog terminala (HTU), Harris RF5800V radio-uređaja i komunikacijskog modula, koji se nalazi u Hornetu. Ova funkcija će zameniti jednosmerne komunikacijske veze Horneta. Napredni Hornet će takođe obezbediti povećanu ubojitost  upotrebom poboljšane bojeve glave i senzora, te poboljšanih algoritama.
Kako se bojna polja menjaju, naredba za premeštanje naprednog Horneta omogući će pronalazak, resetovanje i premeštanje mina na alternativne lokacije pre ponovnog naoružavanja. Nakon naoružavanja, minama se može daljinski upravljati napadima na vozila ili kao i prethodni Hornet na isti autonomni način kao i osnovni Hornet. Senzori na Hornetu šalju izveštaje vojničkom vodu za kontrolu mina preko HTU-a, gde vojnici koji daljinskim putem kontrolišu mine odlučuju da se samouništi mina ili privremeno onemogući kako bi prošle prijateljske snage, a kasnije mogu opet da ih aktiviraju ili pre toga premeste na neko drugo mesto.

## Literatura
- US Army Field Manual FM 20-32. "Mine/Countermine Operations". Chapter 4, Appendix B. Headquarters Department of the Army, Washington, DC, 30 June 1999
- US Army Field Manual FM 5-102. "Countermobility". Chapter 5  "Mine Warfare". Headquarters Department of the Army, Washington, DC, 14 March 1985

## Spoljašnje veze
- (језик: енглески) Kompletan opis M93 Hornet na poznatom vojnom sajtu Global Security
- (језик: енглески) Opširan opis mine M93 Hornet
- (језик: руски) Opis M93 Horneta sa slikama[мртва веза]
- (језик: енглески) Arhivirani izveštaj o M93 Hornet - decembar 2003. godina
- (језик: енглески) - Academic - Kratak opis M93 Hornet
- (језик: руски) Ruski sajt Vikipedia kratko opisuje M93 Hornet
- (језик: енглески) Vojni sajt o naoružanju - Combat Arms - Opisuje M93 Hornet
- (језик: руски) Ruski sajt detaljno opisuje M93 Hornet Архивирано на веб-сајту  (10. мај 2020)
- (језик: руски) Ruski žurnal - Raigap - opisuje M93 Hornet sa slikama Архивирано на веб-сајту  (20. мај 2017)
- (језик: енглески) Vojni sajt - Military Periscope - Kratak opis M93 Hornet